# Relació mortal
Relació mortal (títol original: Hush) és una pel·lícula estatunidenca dirigida per Jonathan Darby, estrenada el 1998. Ha estat doblada al català.

## Argument
Helen és la xicota de Jackson Baring. Quan queda embarassada, decideixen casar-se i anar a viure a Kilronan, allà on va viure la mare de Jackson i allà on ha crescut. Les relacions entre Helen i Martha, la seva sogra, es degraden ràpidament quan la jove s'adona que la futura àvia sembla voler el bebè que porta.

## Repartiment
- Gwyneth Paltrow: Helen Baring
- Jessica Lange: Martha Baring
- Johnathon Schaech: Jackson Baring
- Nina Foch: Alice Baring
- Debi Mazar: Lisa
- David Thornton: Gavin
- Hal Holbrook: Metge Franklin Hill
- Richard Lineback: Hal Bentall
- Joe Inscoe: Un metge
- Lenny Steinline: Un metge

## Al voltant de la pel·lícula
- El rodatge s'ha desenrotllat a Charlottesville, Culpeper i Orange a l'estat de Virgínia.
- Premis 1998: Nominada als Premis Razzie: Pitjor actriu (Jessica Lange)
- Crítica: "Serial lamentable. Exagerada i increïble drama que acaba fent gràcia. La seqüència final, desbordant de dramatisme, és l'escena més absurda que s'ha vist en anys"[3]